# Herb Lubomierza
Herb Lubomierza – jeden z symboli miasta Lubomierz i gminy Lubomierz w postaci herbu.

## Wygląd i symbolika
Herb przedstawia w żółtym (heraldycznie złotym) polu en face postać patrona kościoła parafialnego w Lubomierzu - świętego biskupa Maternusa, w zielonej kapie z białymi brzegami, nałożonym na białej albie, z białą infułą na głowie, w prawej ręce trzymającego czerwone Pismo Święte, a w lewej czerwony pastorał.

## Postać świętego Maternusa w Lubomierzu

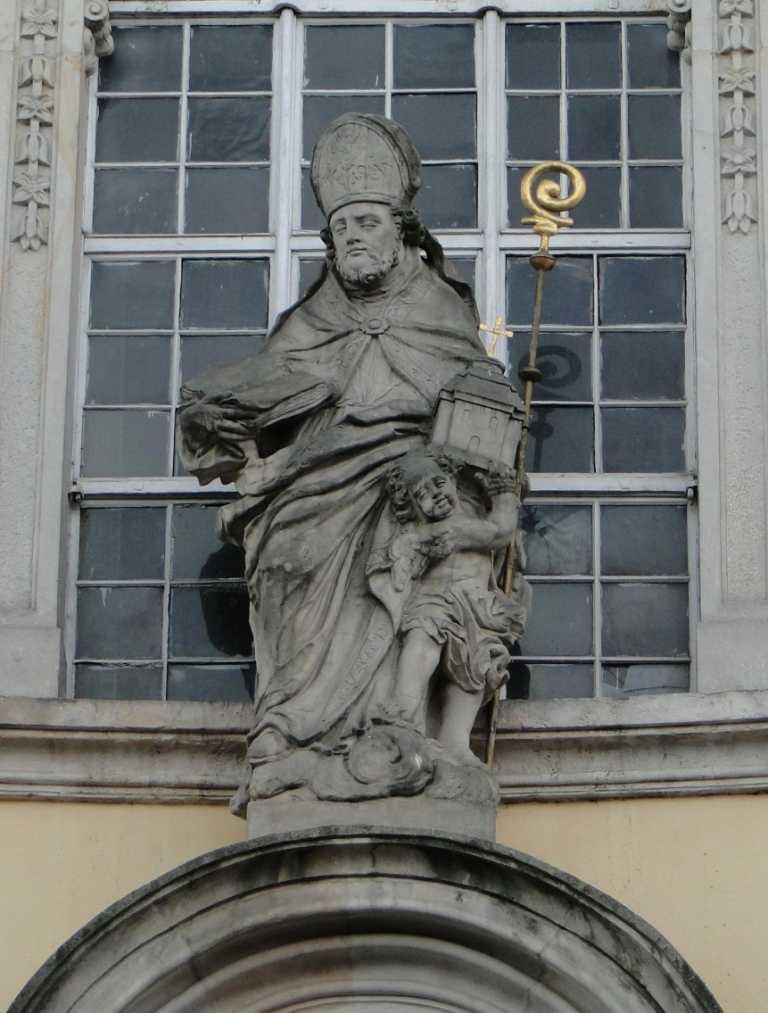
Rzeźba na kościele Wniebowzięcia NMP i św. Maternusa w Lubomierzu
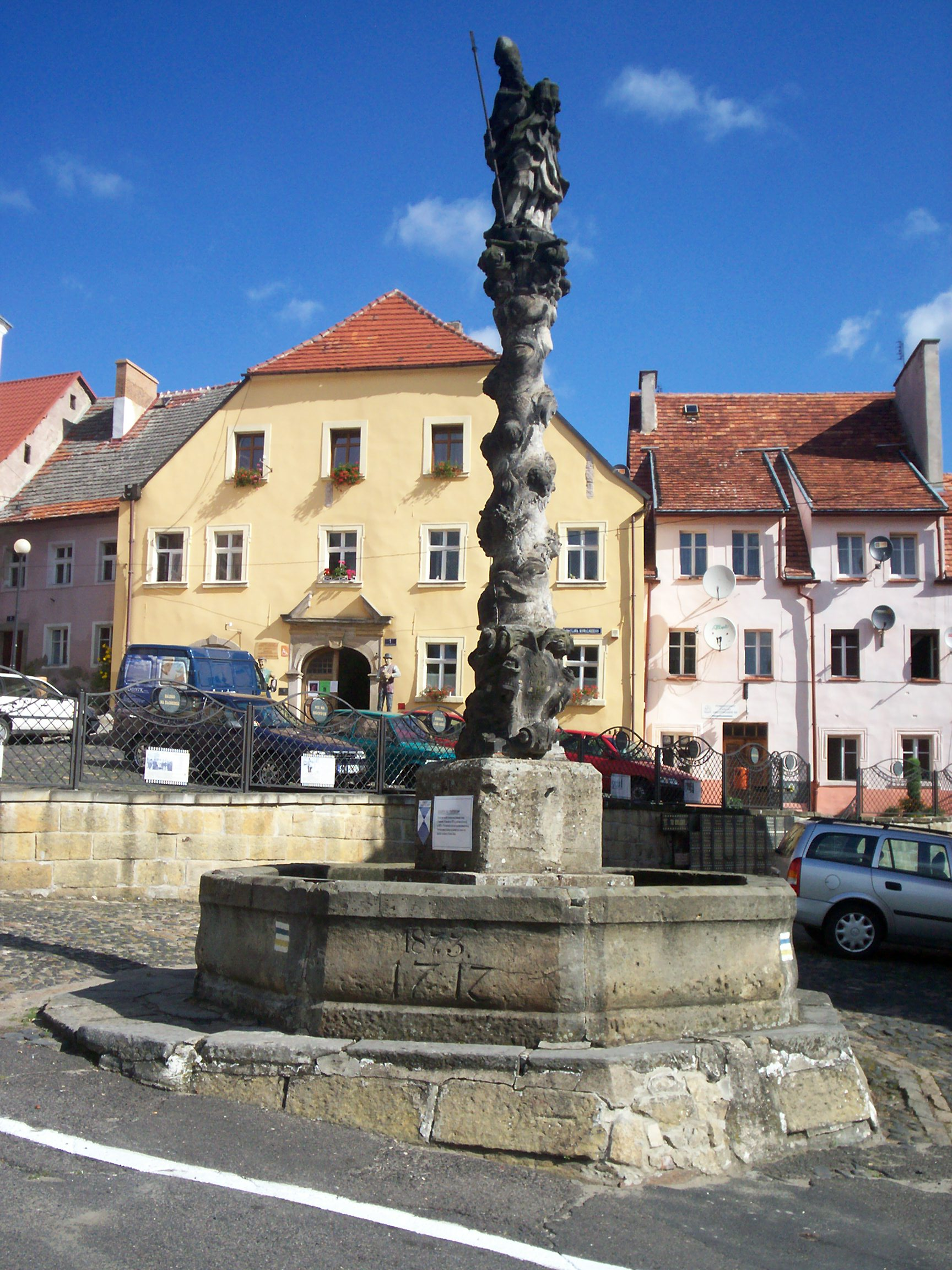
Kolumna z fontanną
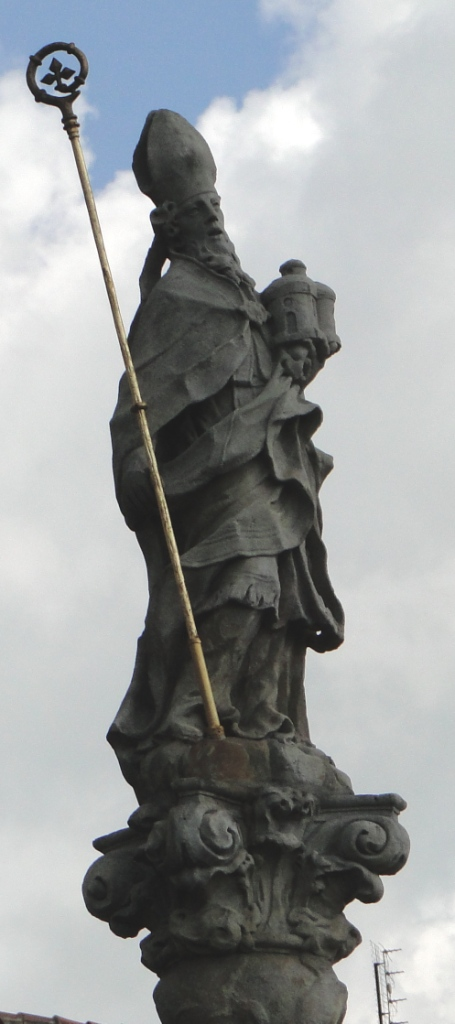
Rzeźba na kolumnie